# História da política econômica do Brasil

PIB per capita do Brasil, 1800 a 2018

Em termos gerais, a  política econômica do Brasil pode ser definida pelas escolhas de políticas fiscais do governo brasileiro e de políticas monetárias do Banco Central do Brasil. Ao longo da história do país, essas políticas variaram conforme a administração no poder, resultando em diferentes desdobramentos.

## Quarta República (1946–1964)
O período entre o fim da Segunda Guerra Mundial e o início da Ditadura Militar foi marcado por uma sucessão de presidências tumultuadas.

### Presidência de João Goulart (1961–1964)
A presidência de João Goulart, em particular, foi o catalisador para a ascensão da ditadura militar ao poder. Desde que assumiu o cargo, em 1961, Goulart enfrentou uma inflação crescente, desaceleração no crescimento do PIB, déficit na balança de pagamentos, dificuldades para atrair capital estrangeiro e escassez de poupança interna. Ele tentou enfrentar esses problemas e aumentar seu apoio popular com uma abordagem moderada de política econômica. Mais especificamente, adotou o populismo econômico, que pode ser definido como “...uma abordagem da economia que enfatiza o crescimento e a distribuição de renda e minimiza os riscos da inflação, do financiamento deficitário, das restrições externas e da reação dos agentes econômicos a políticas agressivas que não seguem os mecanismos de mercado.”
O governo Goulart elaborou um plano trienal para a economia, mas ele teve pouco efeito devido à resistência da própria administração em adotar medidas que pudessem desacelerar o crescimento econômico. Os problemas econômicos se agravaram ainda mais diante das ameaças dos Estados Unidos, que exigiam ajustes na economia e a remoção de políticos anti-americanos e de esquerda da administração Goulart, sob pena de impor pressão econômica ao país.
Após ficar cada vez mais frustrado, as decisões políticas e econômicas de João Goulart tornaram-se marcadamente de esquerda, colocando‑o em oposição aos conservadores, aos militares e, especialmente, aos Estados Unidos. Suas reformas nacionalistas - que iam desde limites às remessas de lucros de empresas estrangeiras até modestas reformas agrárias - tornaram-se um ponto de discórdia.  O seu plano de reformas de base envolvia diversos setores da economia e concentrou-se principalmente em beneficiar pessoas de baixa renda, gerando forte resistência por parte dos militares e dos conservadores. Como resultado, aumentaram os pedidos pela remoção de Goulart do poder, o que culminou no golpe de Estado de 1964 promovido pelos militares.

## Ditadura militar (1964–1985)
A ditadura militar brasileira é hoje lembrada por graves violações dos direitos humanos, incluindo tortura, desaparecimento forçado e assassinato de opositores políticos. No entanto, na época, o regime contou com apoio nacional e internacional por promover um período de crescimento econômico excepcional. Após a remoção de João Goulart, os militares adotaram uma política heterodoxa e desenvolvimentista, atribuída à chamada era do milagre econômico sob a liderança de Delfim Netto. O país também passou a depender cada vez mais de capital estrangeiro, sobretudo por meio de crédito externo, o que impulsionou a produção industrial de modo suficiente para cobrir juros e amortizações.
A estratégia garantiu um período de crescimento econômico excepcionalmente alto de 1968 a 1973. As taxas de crescimento atingiram uma média anual de mais de 11% ao ano (para referência, a China cresceu cerca de 8% em 2021). No início da década de 1980, o Brasil possuía o décimo maior produto interno bruto do mundo. 
No entanto, o plano econômico de Delfim Netto também gerou vários retrocessos. Em primeiro lugar, a dependência de capital estrangeiro fez com que, entre 1964 e 1973, a dívida externa do Brasil quadruplicasse, passando de US$ 3,1 bilhões para US$ 12,5 bilhões. No fim do regime, em 1985, a dívida externa chegou a US$ 96 bilhões. Em segundo lugar, a desigualdade na distribuição de riqueza cresceu: os 1% mais ricos, que detinham 15–20% da renda do país em 1964, passaram a controlar quase 30% em 1985. Em terceiro lugar, o problema estrutural da inflação se agravou, aumentando de 40% ao ano em 1978 para 240% em 1985. Por fim, as políticas adotadas para sustentar o crescimento mostraram-se insustentáveis, como evidenciado pelo aumento explosivo da dívida externa durante a ditadura e pela subsequente queda do crescimento do PIB.

## Nova República (1985 – presente)

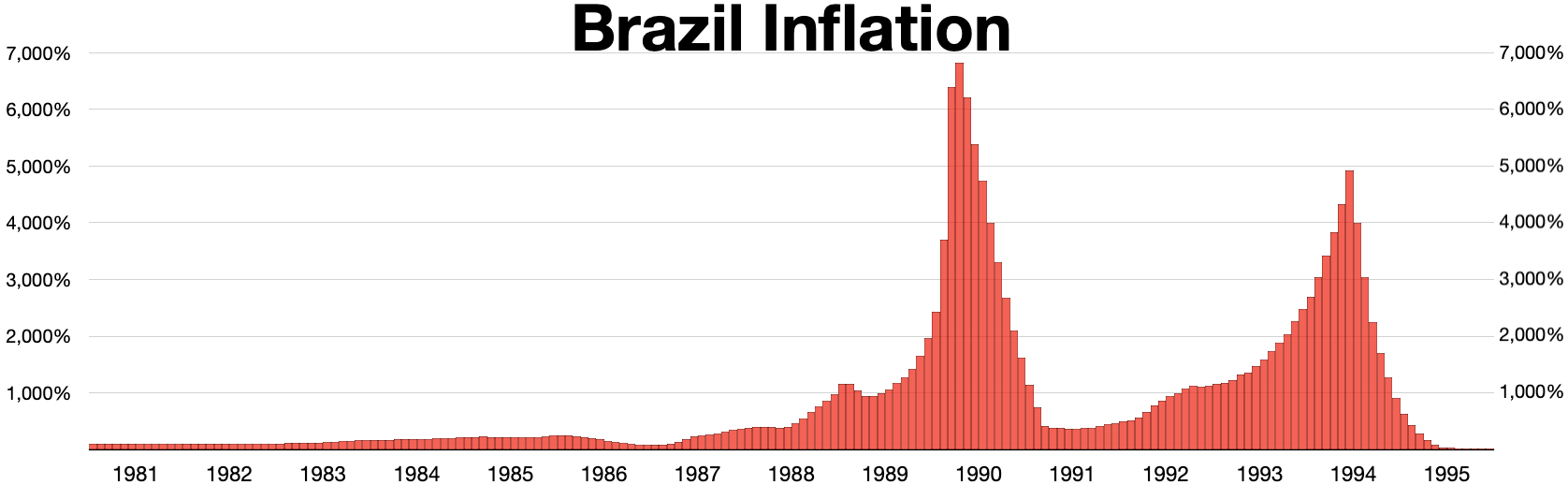
Inflação no Brasil 1981–1995

### Plano Real (1994)
O Plano Real foi um conjunto de medidas implementadas para estabilizar a economia brasileira, especialmente contra a hiperinflação. O plano interrompeu a indexação de preços, introduziu o Real como nova moeda, instituiu uma taxa de câmbio parcialmente atrelada ao dólar americano para fornecer estabilidade e limitou os gastos do governo. Conforme ilustrado no gráfico “Inflação no Brasil (1981–1995)”, o plano foi bem‑sucedido em reduzir rapidamente a inflação.

### Presidência de Fernando Henrique Cardoso (1995–2003)

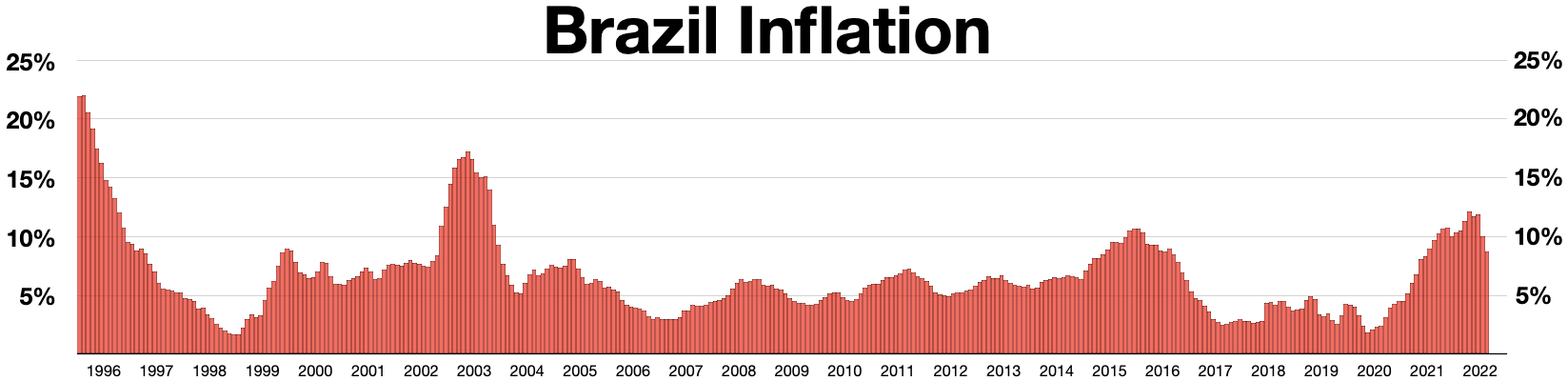
Inflação no Brasil 1996–2022

O presidente Cardoso foi ministro da Fazenda e um dos idealizadores do Plano Real. O sucesso do programa e sua popularidade resultante garantiram sua vitória expressiva na eleição presidencial de 1994, assumindo o cargo em 1995. As políticas econômicas de seu governo continuaram a ser eficazes na redução da inflação e na manutenção do crescimento econômico. Durante seu mandato, ele: “[reduziu] a taxa de inflação anual de forma ainda mais drástica — de quase 1000% em 1994 para menos de 20% em um ano e quase zero em 1998.”

### Crise econômica de 2014
Na década anterior à crise econômica de 2014, o Brasil desfrutou de um rápido crescimento econômico, alcançando uma taxa de 7,5% em 2010, impulsionado por políticas econômicas e programas sociais que contribuíram para a redução da pobreza no país. No entanto, logo após a eleição de Dilma Rousseff, a economia começou a desacelerar em termos de crescimento real do PIB, com muitos atribuindo essa queda às mudanças nas políticas, agora voltadas a priorizar investimento e produtividade em detrimento da demanda interna.
Contudo, foi somente em 2014 que a situação realmente começou a se agravar. Conforme mostrado na parte final do gráfico “Crescimento Econômico no Brasil”, o país entrou em uma grave crise econômica, que causou uma queda rápida no PIB. Assim como na desaceleração dos anos anteriores, argumenta-se que esse declínio foi provocado por políticas econômicas inconsistentes implementadas pelo governo Rousseff. Exemplos incluem reduções artificiais das taxas de juros, enfraquecimento das regras fiscais, limites ao retorno de investimentos privados em infraestrutura, entre outros. Rousseff também foi criticada por não seguir diversos princípios econômicos fundamentais.

### Década de 2020
O Brasil é o quinto maior país do mundo e a maior economia da América Latina. Durante o mandato do presidente Jair Bolsonaro, de direita, entre 1º de janeiro de 2019 e 31 de dezembro de 2022, foram implementadas diversas reformas de privatização, incluindo planos para privatizar a empresa estatal de petróleo Petrobras. Nas eleições de outubro de 2022, o ex‑presidente Lula, do PT, venceu Bolsonaro, cujas reformas de privatização devem ser revertidas. No entanto, a oposição de centro‑direita ainda mantinha a maior bancada no Congresso.